# 2024年臺灣
|        | 臺灣歷史 \| 台灣歷史年表 |
| 世纪： | 20世纪臺灣 \| 21世纪臺灣 \| 22世纪臺灣 |
| 年代： | 1990年代臺灣 \| 2000年代臺灣 \| 2010年代臺灣 \| 2020年代臺灣 \| 2030年代臺灣 \| 2040年代臺灣 \| 2050年代臺灣                                           |
| 年份： | 2019年臺灣 \| 2020年臺灣 \| 2021年臺灣 \| 2022年臺灣 \| 2023年臺灣 \| 2024年臺灣 \| 2025年臺灣 \| 2026年臺灣 \| 2027年臺灣 \| 2028年臺灣 \| 2029年臺灣 |
| 纪年： | 甲辰年（龙年）、中華民國113年 |

## 政府

### 國家正副元首

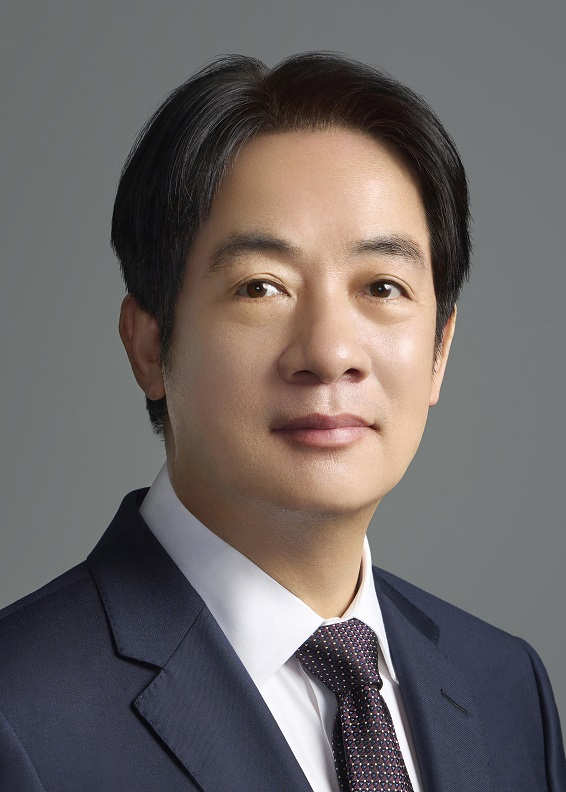
總統：賴清德
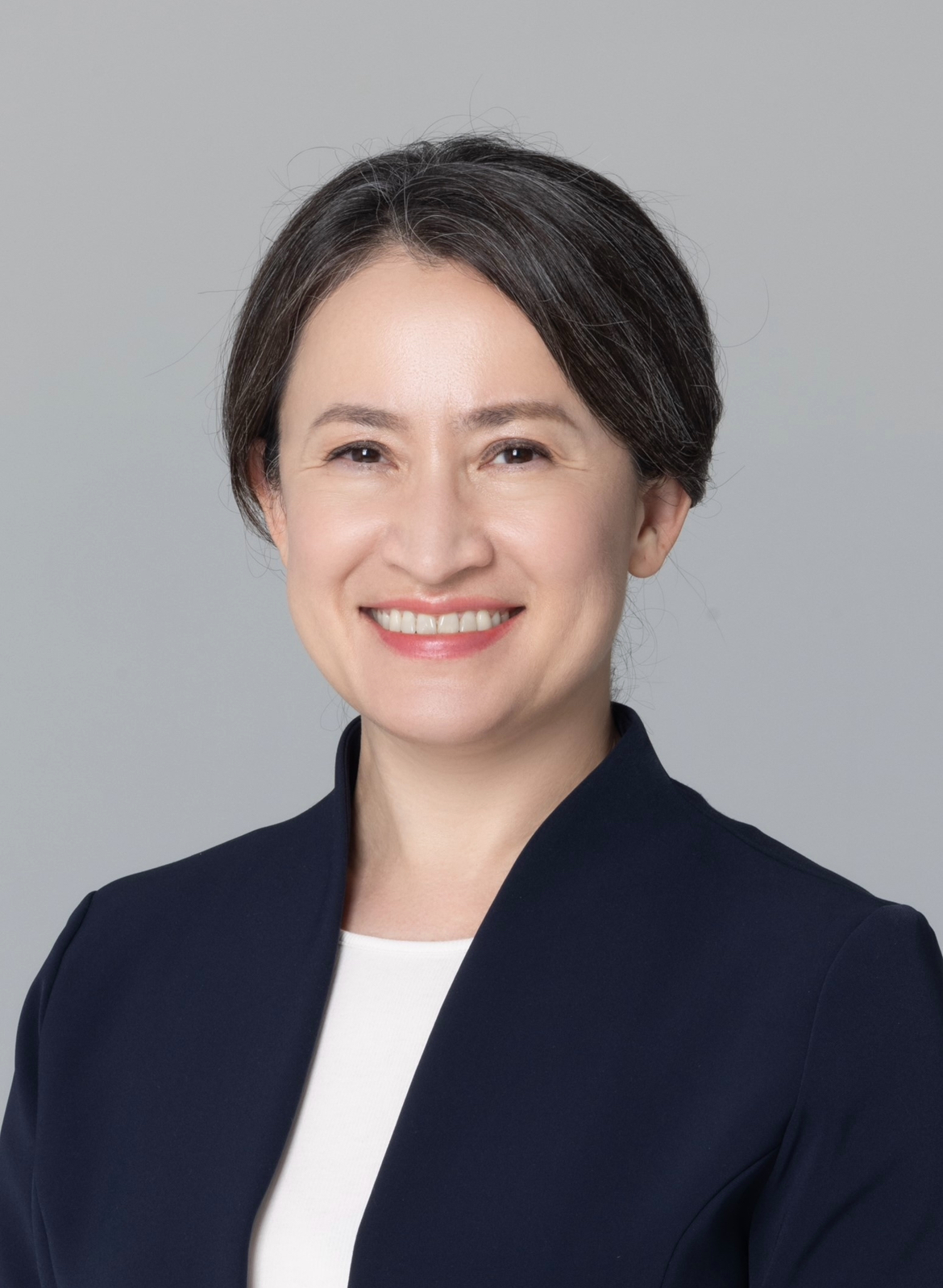
副總統：蕭美琴

### 五院首長

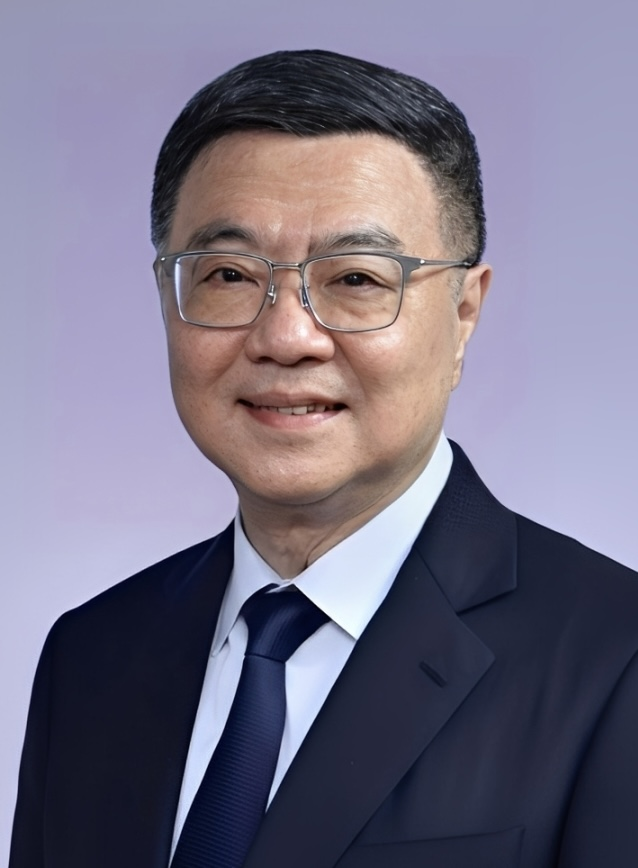
行政院院長：卓榮泰
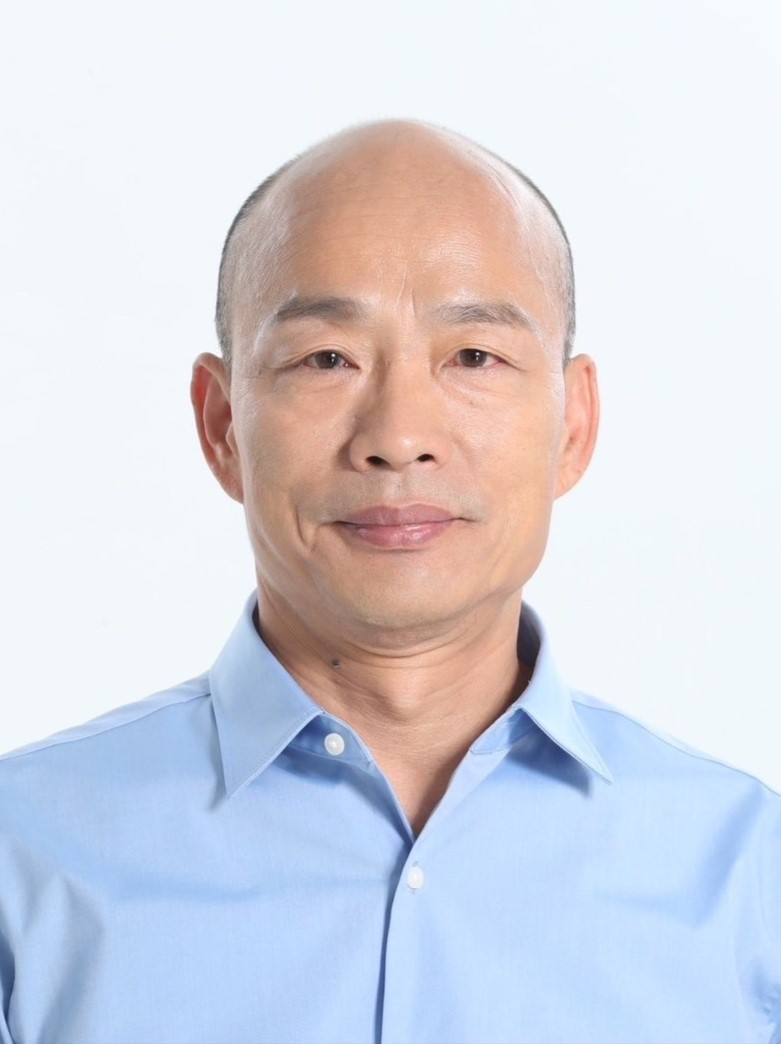
立法院院長：韓國瑜
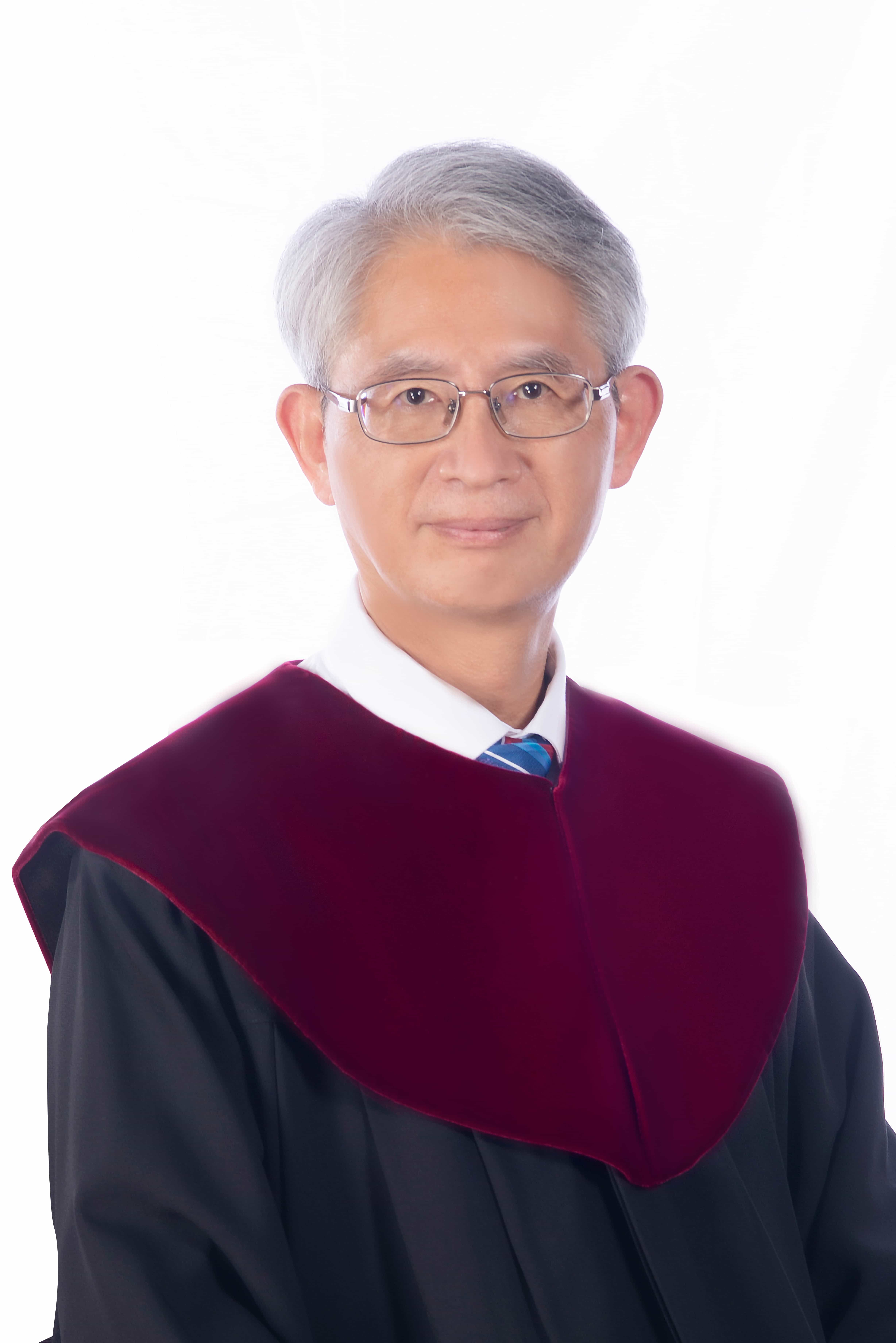
司法院院長：謝銘洋（代理）
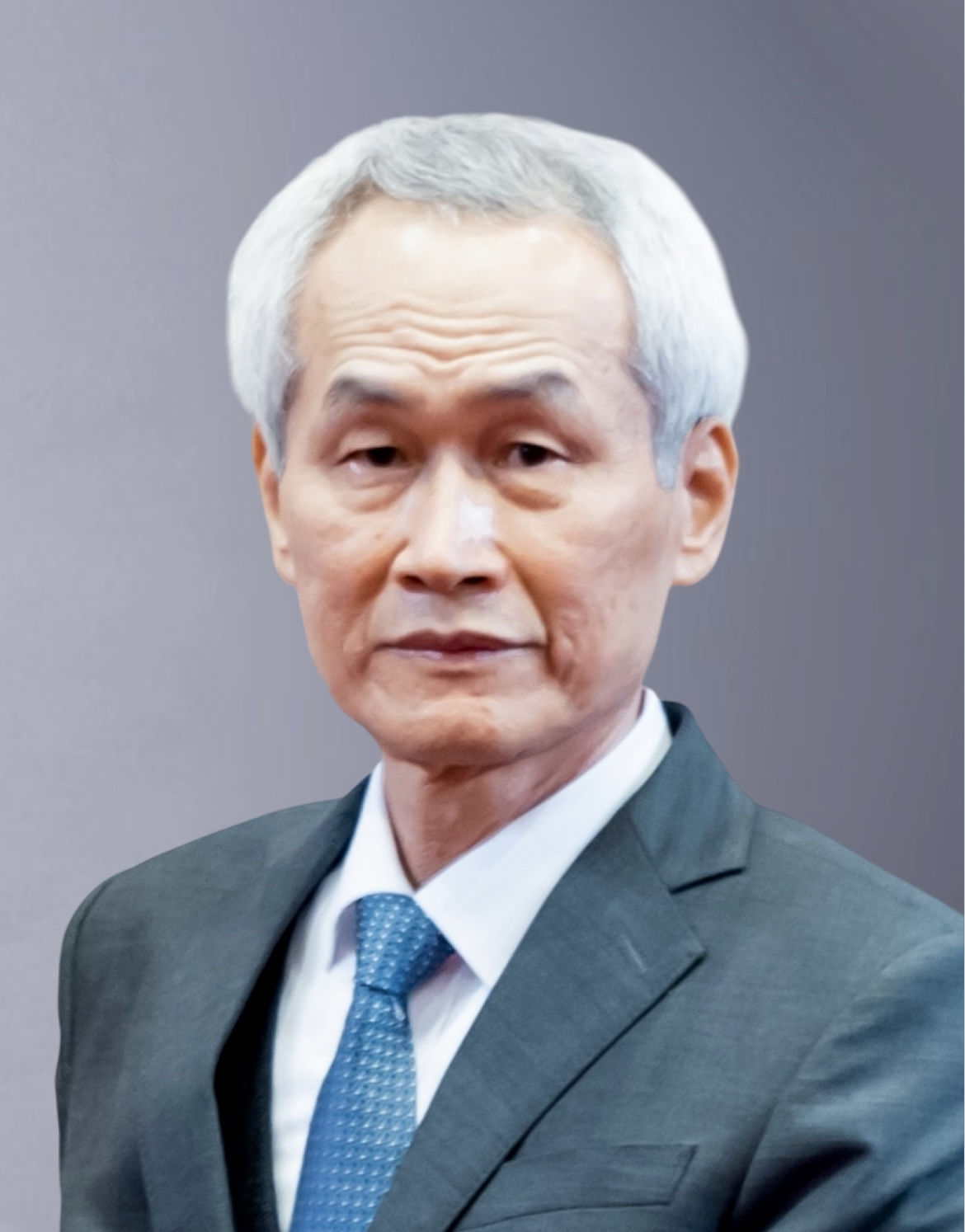
考試院院長：周弘憲
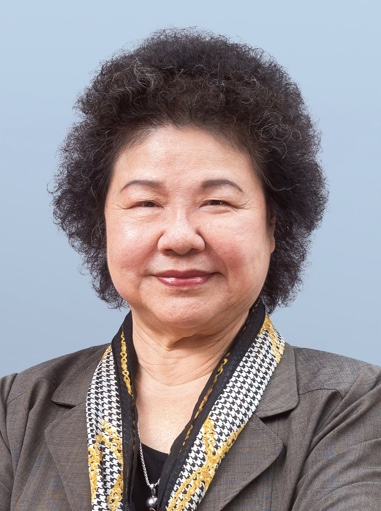
監察院院長：陳菊

### 成員變動

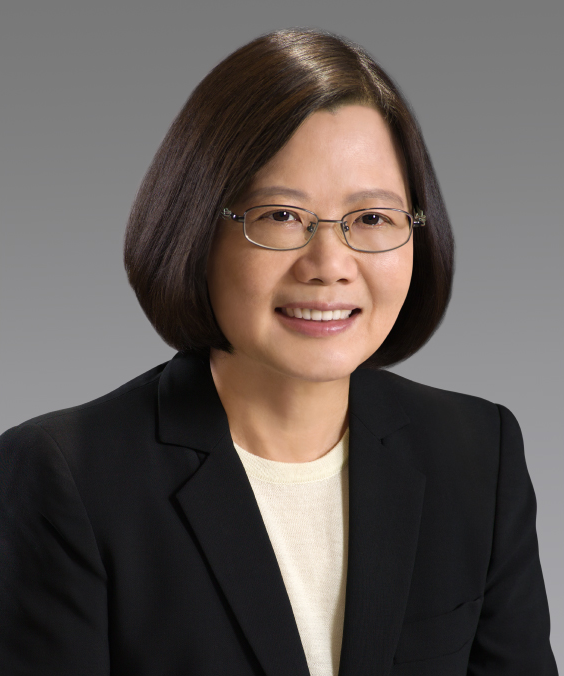
總統：蔡英文（任期屆滿）
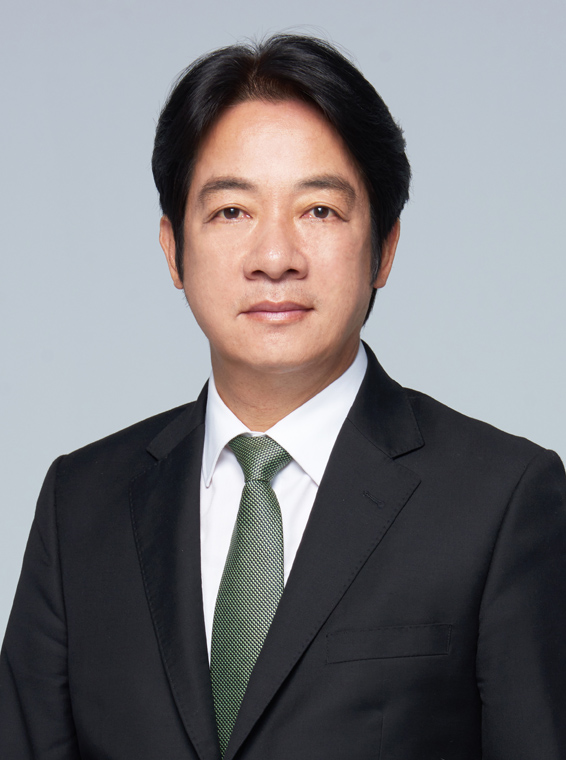
副總統：賴清德（轉任總統）
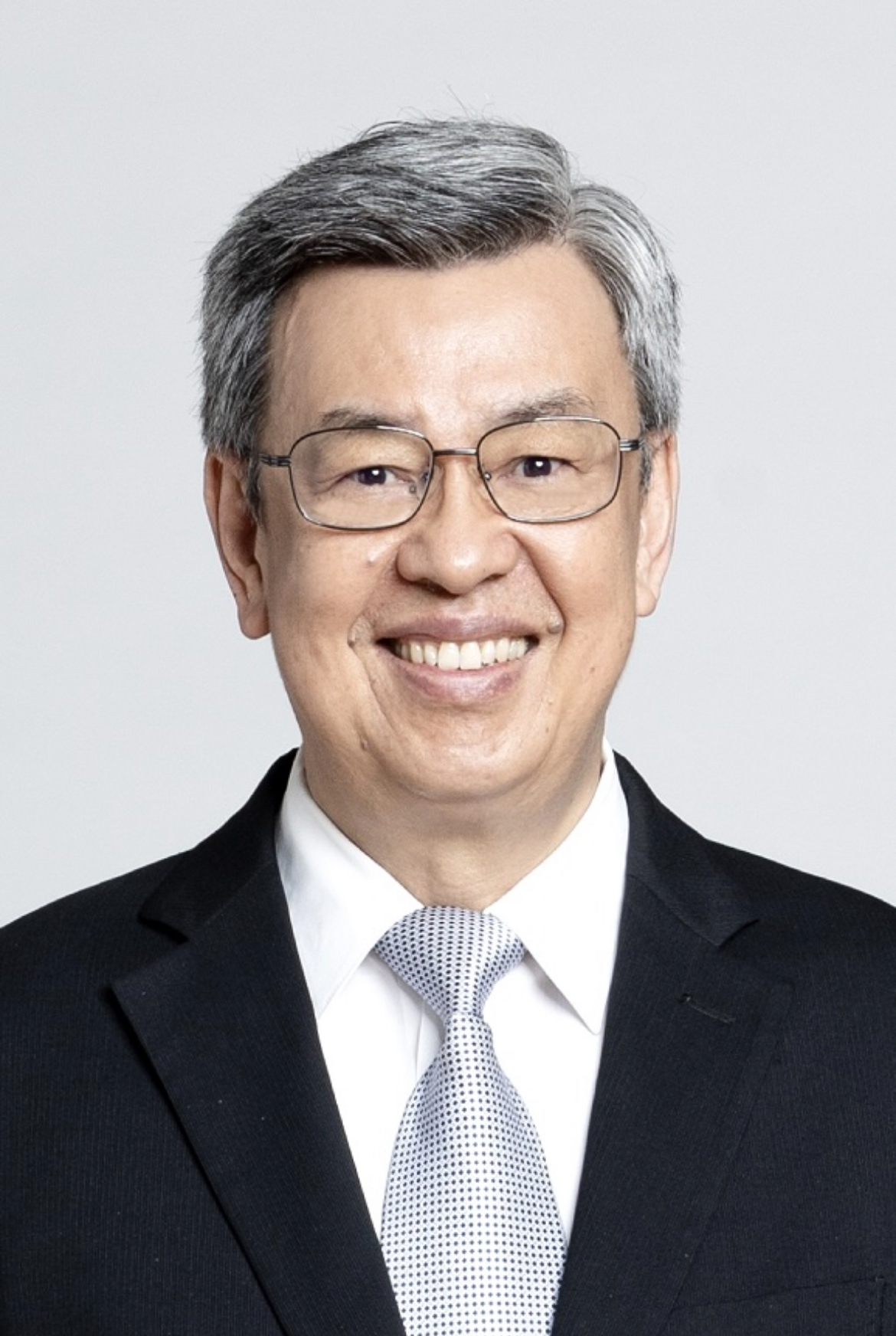
行政院院長：陳建仁（內閣總辭）
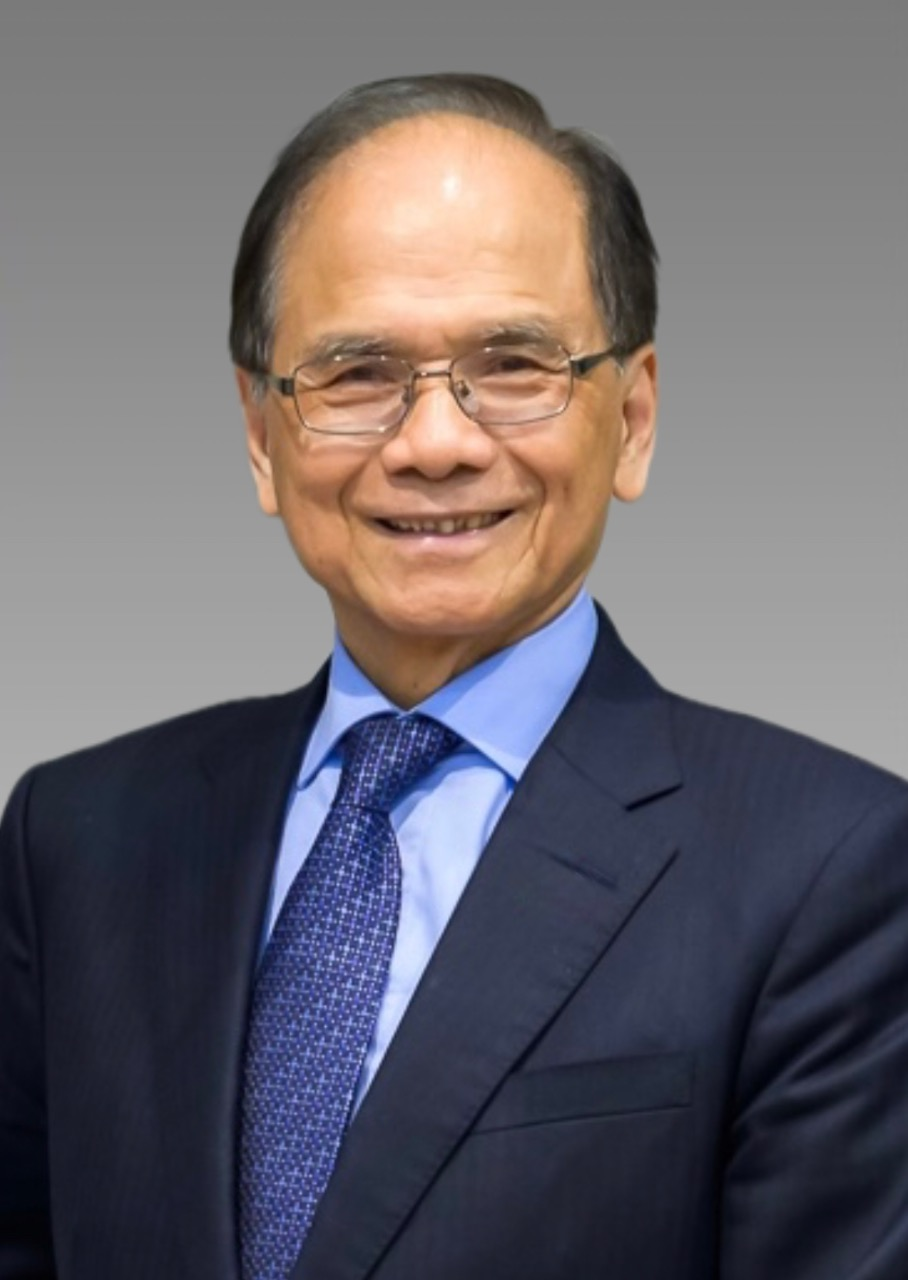
立法院院長：游錫堃（任期屆滿）
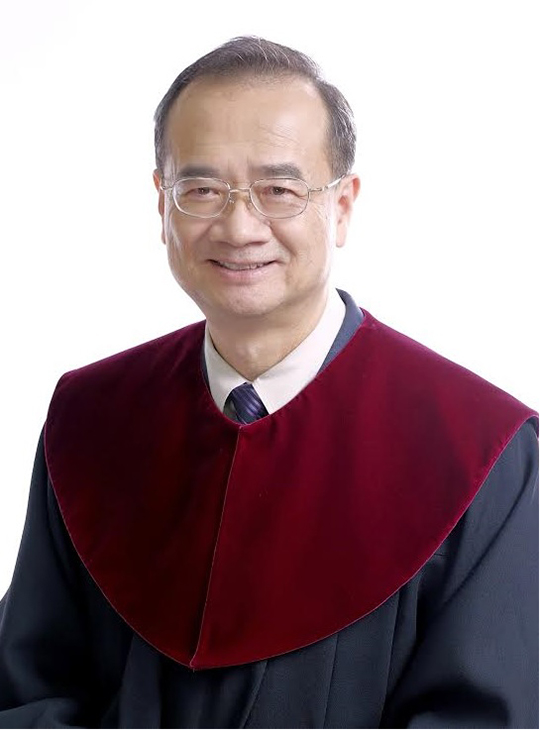
司法院院長：許宗力（任期屆滿）
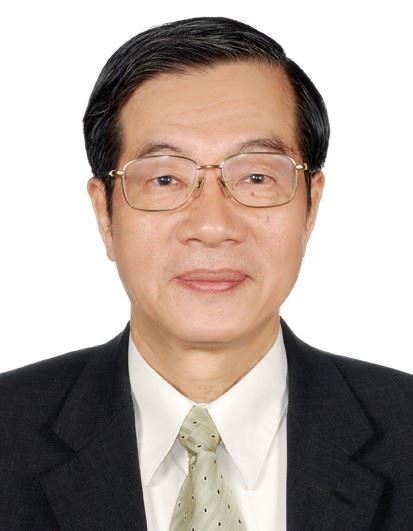
考試院院長：黃榮村（任期屆滿）

## 大事記
2024年臺灣：1月 - 2月 - 3月 - 4月 - 5月 - 6月 - 7月 - 8月 - 9月 - 10月 - 11月 - 12月

### 1月
- 1月13日：中華民國總統副總統及立法委員選舉，民主進步黨候選人賴清德與蕭美琴當選總統副總統，中國國民黨獲得立委最多席次成為立法院第一大黨。
- 1月15日，諾魯總統戴维·阿迪昂單方面宣布與中華民國二次斷交。隨後於1月24日，與中華人民共和國正式恢復外交關係。

### 2月
- 2月1日：第11屆立法委員就職，並由中國國民黨籍之韓國瑜、江啟臣當選立法院院長、副院長。基隆東岸商場爭議被揭發。
- 2月14日：2024年金門近海快艇翻覆事故－中华人民共和国籍快艇遭遇中華民國海巡署第九海巡隊檢查時，快艇拒檢逃離時翻覆。
- 2月16日：晚安小雞事件－直播主「晚安小雞」及「阿鬧」因涉及造假影片等原因，於柬埔寨被捕。
- 2月21日：因基隆東岸商場爭議，基隆市民發起拆梁行動。

### 3月
- 3月1日：一憲兵於執勤衛哨時開槍自戕，送醫後宣告不治。
- 3月14日：314金門漁船事件－「214」金門漁船翻覆事件發生一個月後，再有中國大陸漁船在金門海域翻覆，船上6名大陸籍船員落海，台灣海巡署與中國海警局在第一時間展開合作救援[1]。
- 3月27日：寶林茶室中毒案－臺北遠東百貨信義A13寶林茶室自19日起陸續發生顧客中毒，3月27日凌晨臺北地檢署前往蒐證，同日遭臺北市政府勒令停業。

### 4月
- 4月3日：2024年花蓮地震－上午7時58分，花蓮縣政府南南東方25.0公里處發生芮氏規模7.2強震，造成18死1,155傷、失聯2人[2][3][4][5][6]。
- 4月10日：馬習二會－中華民國前總統、中國國民黨前主席馬英九與中共中央總書記習近平在北京人民大會堂舉行會面[7]。
- 4月16日：立法院三讀通過《行人交通安全設施條例》。[8]
- 4月23日：憲法法庭針對死刑釋憲案進行言詞辯論。[9]
- 4月26日：憲法法庭做出113年度憲判字第3號判決，刑法公然侮辱罪合憲但限縮範圍。[10]
- 4月27日：中華人民共和國全國政協主席王滬寧及中共中央台灣工作辦公室主任宋濤在北京會見傅崐萁等17名國民黨立委，重申「九二共識、一個中國、反對台獨。」[11]
- 4月29日：台美21世紀貿易倡議展開第二階段談判，聚焦勞工、農業、環境等議題。[12]

### 5月
- 5月1日：三重女婿滅門案，一名男子將自己的妻子、岳母及繼子殺害。
- 5月2日：京華城購物中心容積率、北投士林科技園區地上權爭議遭民眾告發，台北地檢署將前市長柯文哲列為《貪污治罪條例》被告，列他字案偵辦。[13]
- 5月15日：總統蔡英文邀請魯保羅變裝皇后秀（RuPaul's Drag Race）第十六季冠軍得主妮妃雅（Nymphia Wind）至總統府表演，妮妃雅成為第一位在總統府演出的變裝皇后。[14]
- 5月17日，是日立法院計劃對爭議頗大的國會改革法案進行表決，期間藍白兩黨與民進黨爆發三輪衝突，造成民進黨立委沈伯洋、鍾佳濱、邱志偉、莊瑞雄、郭國文，以及國民黨立委吳宗憲等六名立委因身體不適而送醫[15]。
- 5月19日：519草根決心行動。
- 5月20日：2024年中華民國總統就職典禮舉行，賴清德和蕭美琴分別宣誓就職第十六任中華民國總統和副總統。[16]
- 5月21日：2024年台中捷運隨機傷人事件－一名20歲護理系學生在台中捷運犯下隨機砍人事件，致兩人受傷，最終被見義勇為民眾合作制服，事後引發如政治糾葛、挑選鄭捷犯案十週年等陰謀論[17]。
- 5月21日：「民主倒退，公民搶救」521行動－泛綠陣營反對立法院改革的運動[18]。
- 5月23日：2024年環台軍事演練－中國人民解放軍海軍在台灣沿海展開軍事演習[19]。
- 5月24日：因立法院改革爭議，數萬名民眾發起反立法院擴權運動進行抗議。[20]

### 6月
- 6月9日：發生2024年中國大陸快艇闖入淡水港事件，一名中華人民共和國籍男子駕駛快艇闖入淡水港。
- 6月19日：勞動部在基本工資工作小組的會議中，已初步確定明年基本工資調漲。[21]
- 6月28日：在台北美福大飯店舉辦2024世界廚王台北爭霸賽。
- 6月30日：高雄捷運岡山車站啟用[22]。交通新法規上路。[23]

### 7月
- 7月1日：發生2024賓士衝撞總統府事件，一名男子開著白色賓士撞向總統府前鋼製花台。
- 7月2日：一艘澎湖籍漁船「大進滿88號」於澎湖捕撈時，遭到中國海警查扣。
- 7月5日：金門海巡隊查獲一艘金門漁船「順風99號」前往大陸走私。[24]
- 7月6日：阿里山森林鐵路重新睽違15年重新通車[25]。雲林福懋科技公司鷹架倒塌，造成2死3傷。
- 7月8日：林士傑槍擊案，台南市區漁會理事長林士傑遭槍擊身亡。
- 7月11日：鄭文燦因涉及貪污罪，桃園地方法院法官裁定羈押禁見。鄭文燦提出抗告，高等法院裁定駁回。
- 7月18日：台南明和里山上一處塑膠工場發生爆炸。[26]
- 7月24、25日：凱米颱風侵襲，全台停班停課。嘉義八掌溪橋遭大水沖毀。
- 7月26日：時任新竹市市長高虹安、立法委員顏寬恒皆因涉嫌貪污遭判刑。[27][28]
- 7月27日：台鐵公司開始對八掌溪橋進行搶修。[29]
- 7月31日：台灣大哥大因不符網路設置計畫而遭國家通訊傳播委員會罰鍰300萬元。[30]

### 8月
- 8月1日：因凱米颱風侵襲損毀的八掌溪橋修復完畢。
- 8月5日：台灣加權指數大跌1807.21點，跌幅8.35%，分別創下單日終場最大跌點與最大跌幅，以19830.88點作收。
- 8月6日：總統令駐日本大使謝長廷及駐丹麥大使李翔宙已准退職，應予免職。並任命楊懿珊為駐美國公使。因山區大雨導致台18線70.2公里的明隧道坍塌。
- 8月12日：柯文哲因其政治獻金案而召開記者會[31]。
- 8月17日：一艘中華人民共和國籍漁船「閩龍漁60877號」在金門東碇島周邊發生碰撞並沉沒，中共中央台灣工作辦公室表示目前四人獲救中有一人已死亡，另外三名船員失蹤[32]。
- 8月20日：彰化竹塘鄉發生一起光電弊案，帶回四十五人，五人遭彰化地方法院法官裁定羈押禁見，且查扣727萬餘元[33]。彰化濱海的海龍離岸風電發生CO2外洩事故，十七名員工送醫，三人不治身亡。
- 8月21日：臺南市第四選舉區立法委員林宜瑾涉及詐領助理費案件，臺灣臺南地方檢察署檢察官對其國會辦公室及永康區服務處發動搜索、帶回15名犯罪嫌疑人、4名證人訊問，訊後林宜瑾以100萬元交保、其服務處主任則遭臺灣臺南地方法院裁定羈押禁見。[34][35]
- 8月27日：前桃園市市長鄭文燦因涉嫌於任內收賄介入市地重劃案件，遭臺灣桃園地方檢察署起訴、求處有期徒刑12年，並於隔日獲臺灣桃園地方法院裁定以2,800萬元交保。[36][37]
- 8月28日：行政院院長卓榮泰宣布將由行政院發言人陳世凱接任交通部部長，並由副發言人謝子涵暫代發言人職務[38]。
- 8月29日：因涉及京華城案，臺北市議員應曉薇、威京集團主席沈慶京受臺灣臺北地方檢察署檢察官訊問後，遭臺灣臺北地方法院裁定羈押禁見。[39][40]
- 8月31日：因涉及京華城案，前台北市市長、時任台灣民眾黨主席柯文哲與前台北市副市長彭振聲遭檢察官聲押禁見[41][42]，且為了因應偵訊，民眾黨支持者推動包圍地檢署行動。

### 9月
- 9月2日：台北地方法院處理京華城案的羈押庭，裁定台灣民眾黨主席柯文哲無保請回，前臺北市副市長彭振聲羈押禁見[43]。
- 9月4日：臺灣高等法院認原裁定有瑕疵，檢方抗告成功，撤銷發回台北地方法院更裁。
- 9月5日：台北地方法院裁定柯文哲羈押禁見，並送往台北看守所。
- 9月9日：柯文哲放棄抗告，確定羈押禁見2個月。
- 9月10日：新竹空軍基地一架幻象2000戰鬥機執行夜間訓練課目時突失去動力墜海，飛行員跳傘逃生，在派出救援機後順利找到飛行員返回基地進行檢查[44]。
- 9月13日：由德国海军巡防艦巴登符騰堡號和法蘭克福補給艦組成的遠航支隊，時隔22年再次進入台灣海峽向菲律賓航行[45]。
- 9月14日：一名中華人民共和國籍男子從浙江省寧波市乘坐橡皮艇偷渡致林口區沿岸十公尺處時被釣客發現並報案[46]，男子遭新北地方法院裁定羈押禁見。
- 9月18日：一名網友在社群平台上發布尋人啟事，聲稱一名名為「郭宇軒」的男大生在8月27日時獨自前往上海後失蹤，海基會接獲男大生家屬陳情，聯繫海協會協助尋找該名男子[47]。台東縣12人因為食用了「蝸牛小米粽」而食物中毒，導致3人死亡，檢測後發現小米內含有農藥[48]。
- 9月23日：中共中央台灣工作辦公室表示在8月失蹤的男大生郭宇軒是因涉及詐騙罪而遭到拘留調查[49]。
- 9月30日：新北割喉案宣判結果出爐，行凶的郭姓少年與涉嫌教唆的林姓少女，分別判刑9年及8年[50]。

### 10月
- 10月3日：屏東縣安泰醫院發生火災，導致九人死亡[51]。
- 10月7日：桃園市一間私立高中內因為情感糾紛發生一起持刀傷人案，兩名學生遭砍傷[52]。
- 10月8日：台中清泉崗基地一名國軍在打靶訓練時遭到子彈貫穿下顎死亡[53]
- 10月11日：2018年發生的普悠瑪號列車出軌事故案情判決出現逆轉，台鐵公司因賠償一名蘇姓傷者587萬餘元，而向司機尤振仲提告請求一半金額293萬餘元，一審判台鐵敗訴，台灣高等法院改判尤應賠償293萬餘元[54]。
- 10月13日：謝國樑罷免案罷免失敗，謝國樑續任市長。
- 10月25日：國會職權修法釋憲案結果出爐，憲法法庭判決5月通過的國會改革法案多數違憲。[55]
- 10月26日：第22屆台灣同志遊行，當日有18萬人參與。[56]

### 11月
- 11月16日：台北市約有2000人參加守護憲法遊行[57]；世界棒球12強賽中，台灣隊比日本隊以1比3落敗。[58]
- 11月24日：2024年世界棒球12強賽中華隊以4：0擊敗日本隊，首度稱霸12強賽，也是隊史第一次奪得三大賽冠軍，寫下台灣棒球歷史新頁，陳傑憲獲得大會MVP。

### 12月
- 12月2日：大陸委員會對於受馬英九基金會邀請到訪台灣的上海復旦大學學生宋思瑤以「中國台北隊」稱呼中華成棒隊，表示該不妥言論「傷害台灣人民感情」，並對此深感遺憾[59]。
- 12月17日：首批由國防部向美國采購的M1A2T主戰坦克（T是台灣的英文縮寫）運達台灣。習近平當局對此表示強烈不滿。[60]
- 12月18日：經濟民主連合等公民團體為阻擋中國國民黨與台灣民眾黨通過法案的修正案，故發起冬季青鳥在台北行動，號召民眾抗議。
- 12月19日：全聯福利中心位於台中市大肚區的生鮮處理廠倉儲發生火災。大火造成9人死亡、8人輕重傷。

## 災難與交通意外

### 災害
- 4月3日：花蓮縣近海地震（M 7.2，CWA）。
- 7月24日：凱米颱風入侵。
- 10月1日：颱風山陀兒入侵。
- 10月31日：颱風康芮入侵。
- 11月16日：颱風天兔入侵。

#### 道路
4月3日：蘇花公路因403花蓮大地震造成多處落石及大清水隧道 (蘇花公路)南方出口陸橋坍方，且台8線中橫公路也有多處山崩與落石，地震發生後宜蘭來往花蓮道路全線中斷，並由交通部公路局實施出入管制與後續道路修復事宜，4月6日晚上6點後蘇花公路有條件開放小型車(5噸以下)、機車通行。
7月25、26日：強烈颱風凱米侵襲台灣，東部及南部地區降下豪雨，造成台鐵北迴線和仁至崇德間大量土石流淹沒軌道、小清水橋梁遭沖毀，西部幹線南靖至後壁間八掌溪橋路基流失。交通部於鐵路整修期間規劃改以海運、空運及公路接駁車運輸台鐵旅客。
9月8日：花蓮因持續性強降雨而發生土石流，台鐵崇德至和仁間東正線k56+950遭淹沒。

## 節日與主題
以下列出2024年與臺灣社會相關的重大事件、節日及活動。

### 1月
- 1月1日：元旦、中華民國開國紀念日、台北101跨年煙火表演
- 1月6日：小寒
- 1月13日：2024年中華民國總統選舉
- 1月18日：臘八
- 1月19日：中小學112學年度第一學期結束
- 1月20日：大寒、中小學112學年度寒假開始
- 1月20日–1月22日：112學年度大學學科能力測驗
- 1月23日：世界自由日
- 1月26日：尾牙

### 2月
- 2月3日：送神、台南台灣燈會開始
- 2月4日：立春
- 2月8日：小年夜
- 2月9日：除夕
- 2月10日：農曆新年
- 2月11日：回娘家
- 2月12日：祭祖
- 2月13日：迎神
- 2月14日：西洋情人節
- 2月15日：中小學112學年度寒假結束
- 2月16日：中小學112學年度第二學期開始
- 2月18日：天公生
- 2月19日：雨水
- 2月24日：元宵節
- 2月28日：和平紀念日

### 3月
- 3月5日：驚蟄
- 3月8日：婦女節
- 3月10日：台灣燈會結束
- 3月12日：植樹節
- 3月14日：白色情人節
- 3月20日：春分
- 3月29日：青年節
- 3月31日：復活節

### 4月
- 4月1日：愚人節
- 4月4日：兒童節、清明節
- 4月7日：言論自由日
- 4月19日：穀雨
- 4月22日：世界地球日
- 4月27日–4月28日：四技二專統一入學測驗

### 5月
- 5月1日：勞動節、媽祖生
- 5月5日：立夏
- 5月12日：母親節
- 5月15日：浴佛節
- 5月18日–5月19日：國中教育會考
- 5月20日：小滿

### 6月
- 6月3日：禁煙節
- 6月5日：芒種
- 6月10日：端午節
- 6月21日：夏至

### 7月
- 7月1日：中小學暑假開始
- 7月6日：小暑
- 7月12日─7月13日：113學年度大學入學分科測驗
- 7月22日：大暑

### 8月
- 8月1日：原住民族日
- 8月4日：鬼門開
- 8月7日：立秋
- 8月8日：父親節
- 8月10日：七夕
- 8月18日：中元節
- 8月23日：處暑
- 8月30日：中小學113學年度第一學期開學

### 9月
- 9月2日：鬼門關
- 9月3日：軍人節
- 9月7日：白露
- 9月17日：中秋節
- 9月22日：秋分
- 9月28日：教師節

### 10月
- 10月8日：寒露
- 10月10日：國慶日、國慶煙火
- 10月11日：重陽節
- 10月23日：霜降
- 10月25日：臺灣光復節
- 10月31日：萬聖節

### 11月
- 11月7日：立冬
- 11月12日：國父誕辰紀念日
- 11月22日：小雪
- 11月28日：感恩節

### 12月
- 12月6日：大雪
- 12月21日：冬至
- 12月24日：平安夜
- 12月25日：行憲紀念日、聖誕節
- 12月31日：全台各地跨年

## 逝世

### 1月
- 1月1日：張誌家，43歲，台灣前職業棒球員。[69]
- 1月4日：
  - 司馬中原，90歲，台灣鬼故事作家、恐怖小說作家、繪本作家。[70]
  - 陳登立，89歲，台灣企業家，勝利體育事業創辦人[71]。
- 1月5日：李怡嚴，86歲，台灣物理學家，前清華大學物理系教授。[72]
- 1月6日：
  - 何永道，103岁，中華民國空軍飛虎隊成員。[73]
  - 林珉慧，69岁，台灣政治人物，曾任花蓮縣議員。[74]
  - 鄭瓊娟，92岁，台灣女畫家、藝術家。[75]
- 1月8日：
  - 陳銀輝，92岁，台灣戰後畫家、前國立台灣師範大學美術系教授。[76]
  - 劉華林，66歲，台灣職業籃球運動員及教練，球員時代曾效力飛駝隊，教練時代執教台灣啤酒隊及東森羚羊隊。[77]
- 1月15日：施明德，83岁，臺灣政治人物。曾任民進黨主席、立委，白色恐怖時期政治犯，被譽為台灣「曼德拉」。[78]
- 1月17日：林志凱，51歲，中華民國警察，台中市警察局霧峰分局大里分駐所巡佐，執勤時腦出血殉職。[79]
- 1月20日：張燕清，69歲，臺灣台語作詞作曲家及歌手。[80][81]
- 1月21日：鍾雲輝，88歲，台灣客家人歌唱家，客家八音團團長，第八屆客家貢獻獎藝術文化類傑出貢獻獎得主。[82]
- 1月23日：黃永阜，101歲，臺中市彩虹眷村畫家。[83]

### 2月
- 2月1日：張傳烱，95歲，台灣神經暨毒理生理學、藥理學專家，曾任國立台灣大學醫學院教授，中央研究院第十一屆院士。[84]
- 2月2日：張錦麗，63歲，台灣政治人物，曾任新北市社會局長。[85]
- 2月3日：裘景智，53歲，台灣臺中市政府警察局第三分局勤工派出所所長，舉槍自戕。[86]
- 2月8日：郭常喜，78歲，台灣刀劍藝術家，以替導演李安所執導電影《臥虎藏龍》仿照青冥劍等出名[87]
- 2月10日：黃凱宇，53歲，台灣DJ作曲家、電子音樂創作者，藝名「fish.the」，第38屆金馬獎最佳原創電影音樂獎得主(與林強共同獲得)[88]。
- 2月11日：陳俊翰，40歲，台灣新竹人，律師、會計師、身心障礙政策倡議者、中研院法學所博士後研究員。[89]
- 2月16日：胡耀恆，88歲，台灣戲劇學者。[90]
- 2月26日：陳春明，83歲，台灣竹雕技師，1980年台灣國家文藝獎美術類得主。[91]
- 2月27日：
  - 李子濬，50歲，台灣政治人物，台中太平區新福里長。[92]
  - 康祺，71岁，台灣男演員。[93]
- 2月28日：簡如邠，46歲，台灣網紅，知名旅遊達人「尼泊爾達人Ruby」。[94]

### 3月
- 3月1日：許慶祥，84歲，台灣前醫師、投資人，藝人徐熙娣的公公。[95]
- 3月2日：張甲長，80歲，台灣民進黨台東縣黨部代理主委、國策顧問。[96]
- 3月3日：蔡金土，70歲，台灣家電大廠禾聯碩創辧人暨董事長。[97]
- 3月4日：
  - 黃永松，80歲，台灣《漢聲》雜誌創辦人。[98]
  - 鄭煥，99歲，台灣作家。[99]
- 3月11日：簡東明，72歲，台灣政治人物，曾任國民黨籍山地原住民立委。[100]
- 3月12日：
  - 陸廣浩，83歲，台灣電視及電影配音員、演員、導演。[101]
  - 陳穎派，91歲，台灣傳統工藝「傳統建築彩繪」工匠。[102]
- 3月15日：
  - 何厚華，58歲，台灣作詞人，鼻咽癌。[103]
  - 朱宗軻，85歲，台灣媒體、政治人物，中視總經理、國民黨文工會副主任。[104]
- 3月20日：王世雄，63歲，台灣政治人物，曾以無黨籍在漁民團體當選為第一屆第六次增額立法委員，復代表中國國民黨在高雄縣選區當選為第二屆立法委員。[105]
- 3月21日：鄭華娟，60歲，台灣女歌手、詞曲創作者、作家。[106]
- 3月25日：鄭萬經，97歲，台灣蒸汽火車維修工程師，曾協助復修台鐵CK101號蒸汽機車。[107]
- 3月28日：齊邦媛，100歲，臺灣作家，代表作有《巨流河》。[108]
- 3月30日：李文富，55歲，台灣教育部國家教育研究院副研究員。[109]

### 4月
- 4月2日： 張照堂，81歲，台灣攝影師，曾獲第59屆金馬獎終身成就獎。[110]
- 4月5日：林寶瓶，71歲，台灣政治人物，國民黨前嘉義縣議員。[111]
- 4月11日：李昭然，38歲，台灣司法人員，士林地方法院刑事庭法官，墜樓身亡，推定為自殺[112][113]。
- 4月14日：謝榮富，75歲，台灣新光集團所屬大台北瓦斯董事長。[114]。
- 4月15日：陳俊甫，38歲，藝名山豬，台灣搞笑藝人，曾為接案合作經紀藝人。[115]。
- 4月16日：
  - 許義隆，84歲，曾任基隆市議員，台灣藝人許效舜父親。[116]。
  - 楊忠義（族名：Mayngus．Nawkih），72歲，台灣苗栗縣泰雅族北勢群Gaga口述傳統保存者。[117]。
- 4月17日：張旺仔，94歲，台灣台東縣成功鎮旗魚鏢手。[118]（新聞公布日期）
- 4月21日：
  - 古昌文，56歲，台灣花蓮慈濟醫院中醫師。(4月21日落海，4月28日尋獲)。[119]
  - 星希亞（Cincia），本名陳函馨，44歲，台灣部落客和作家。[120]
- 4月22日：周茂益，52歲，台灣新北市政府捷運局工程管理科科長。[121]
- 4月23日：藍星木，78歲，台灣前高雄市左營楠梓區議員。[122]
- 4月25日：林良太，73歲，台灣「木作王船技術」文化保存者。[123]

### 5月
- 5月15日：陳君天，84歲，台灣資深電視製作人，於第57屆金鐘獎獲得特別貢獻獎。[124]
- 5月18日：吳國精，75歲，台灣企業家，台灣光罩首席执行官。膽管癌。[125]
- 5月21日：
  - 趙雅麗，73歲，台灣華視、公視前董事長兼作家[126]。
  - 楊玲玉，70歲，台灣演員阮經天母親。[127]。
- 5月22日：吳桐潭，74歲，台灣天道盟「太陽會」創始人。[128]
- 5月25日：曾秀保，66歲，台灣國宴名廚，曾任職亞都麗緻天香樓行政主廚。[129]
- 5月27日：
  - 李詠真，39歲，台灣新竹市消防局第二大隊金山消防分隊消防員，新竹市東區慈雲路晴空匯社區大樓火警中殉職。[130]
  - 周立鑫，34歲，台灣新竹市消防局第二大隊金山消防分隊消防員，新竹市東區慈雲路晴空匯社區大樓火警中殉職。[130]
- 5月29日：雷驤，85歲，台灣作家、畫家、影像工作者，女兒為音樂人雷光夏。[131]

### 6月
- 6月1日：黃昭凱，82歲，台灣政治人物，曾任國民大會代表、行政院政務顧問等職[132]。
- 6月7日：賴永祥，101歲，台灣及美國圖書館學者，曾任台灣大學圖書館學系教授及系主任，哈佛大學燕京圖書館副館長。[133]
- 6月21日：
  - 張學雷，61歲，台灣前中華男籃總教練，出生自中國，1995年入籍新加坡的男子籃球運動員。[134]
  - 覺宗宏，39歲，台灣台北覺世中醫診所中醫師。[135]
- 6月23日：龔修賢，52歲，台灣行動車創業發展協會理事長，曾幫前總統蔡英文打造「小英號」胖卡，更多次將胖卡車用於重大災害救援。[136]
- 6月24日：彭蔭剛，88歲，台灣政治人物，企業家，航運界人士。中國航運榮譽董事長、海基會董事。[137]。
- 6月26日：胡竹青，63歲，台灣半導體大廠IC載板「恆勁科技」董事長。[138]
- 6月27日：張元植，36歲，臺灣職業登山家、山域嚮導暨嘉明湖避難小屋管理員。[139]
- 6月28日：石晉華，60歲，臺灣觀念藝術與行為藝術代表人物。[140]
- 6月29日：張克中，61歲，台灣雲林縣麥寮鄉拱範宮主任委員。[141]

### 7月
- 7月8日： 
  - 林士傑，53歲，台灣台南市區漁會理事長，遭槍擊身亡。[142]
  - 許景華，56歲，台灣高雄市邱外科醫院院長。[143]
  - 賴東位，63歲，台灣彰化縣員林市國民黨黨部副主委、員林果菜市場副總經理。[144]
  - 周光春，62歲，台灣日月光集團資深副總經理。[145]
- 7月9日：蘇志鴻，不詳，台灣國防部陸軍司令部電視製作中心少校導演官。[146]
- 7月12日：田道義，58歲，台灣慢速壘球「金牌教練」，曾帶領台東關山工商慢壘隊打下全國4連霸且7座冠軍的輝煌成績。[147]
- 7月13日：黃瑋震，28歲，台灣新北市警察局三重分局厚德派出所員警，巡邏時車禍。[148]
- 7月15日：施雪蕙，64歲，台灣民進黨前主席施明德之女，罹患罕見的LAM「肺纖維化」疾病，2005年成為台灣第4例換肺的病人。[149]
- 7月21日：林正明，63歲，台灣前裕隆男籃總教練，籃球員林庭謙的父親。[150]
- 7月25日：
  - 吳義聰，57歲，台灣高等檢察署台中檢察分署檢察官。[151]
  - 張春男，83歲，台灣黨外運動人士、中國政治人物。[152]

### 8月
- 8月4日：李政道，97岁，美籍华裔物理学家，诺贝尔物理学奖得主（1957年）。[153]
- 8月6日：
  - 曾貴海，78歲，臺灣醫師及客語詩人，曾任國策顧問。[154]
  - 彭蒙惠（英語：Doris Marie Brougham），98歲，美國教育家和传教士，1962年在台灣創辦英語教學刊物「空中英语教室」，由於其推廣英語教育的貢獻，曾獲師鐸獎、金鼎獎、紫色大綬景星勳章等表揚[155]。
- 8月11日：張岫雲，100岁，台灣豫劇表演藝術家及演員[156]。
- 8月12日：
  - 陳義秋，85歲，前省議員及總統府國策顧問 [157]。
  - 湯阿根，90歲，臺灣政治人物，前高雄市議員及國大代表。[158]
  - 全會華，71歲，臺灣攝影家暨策展人。[159]
- 8月18日：侯貞雄，86歲，台灣企業家，東和鋼鐵榮譽董事長。已故共同創辦人侯金堆之子。[160]
- 8月20日：陳泰元，90歲，台灣台南南美會前會長、文化工作者暨資深藝術家。[161]
- 8月21日：
  - 劉明雄，64歲，台灣企業家，技嘉科技創辦人暨副董事長。[162]
  - 楊堤安，29歲，台灣鋼琴師，曾獲得2023年度GASCA國際鋼琴大賽銀賞，住處墜樓身亡。[163]
- 8月22日：侯書文，95歲，台灣腫瘤專科醫師，台灣大學醫學院病理科前主任，中華民國癌症醫學會癌症醫學終身成就獎得獎人。[164]
- 8月23日：洪偉彥，41歲，台灣立法委員鍾佳濱服務處助理，嚴重蜂螫傷致使器官衰竭。[165]
- 8月25日：林宏忠，暱稱Enzo，42歲，台灣造型設計師，癲癇發作後休克。[166]
- 8月27日：林聖芬，75歲，台灣資深媒體人，曾擔任中國時報總編輯及社長、中時晚報社長及發行人、中國電視公司董事長，2015至2022年到清華大學擔任台聯大系統副校長。[167]
- 8月31日：何傳馨，74歲，台灣書畫鑑賞藝術史專家，前國立故宮博物院副院長。[168]

### 9月
- 9月1日：胡冠中，28歲，台灣自然書寫作家。溺水。[169]
- 9月4日：楊仁福，83歲，台灣前立法委員。[170]
- 9月5日：
  - 蔡寬裕，91歲，臺灣白色恐怖時期政治受難者。[171]
  - 盧文信，51歲，台灣屏東縣前枋寮鄉長。[172]
- 9月8日：吳健保，73歲，台灣政治人物，前台南縣議會議長。[173]
- 9月11日：王英哲，55岁，台灣政治人物，基隆市地政處處長。[174]
- 9月12日：曾國峯，83歲，台灣男演員，曾演過《戲說台灣》、《台灣奇案》等戲劇。[175]
- 9月16日：葉竹盛，78歲，台灣抽象藝術畫家。[176]
- 9月17日：石班瑜，本名石仁茂，66歲，台灣配音員。[177]
- 9月18日：許家蓓，48歲，台灣政治人物，臺北市議會議員，骨癌病逝。[178]
- 9月25日： 豐福明，80歲，台灣藝術家，原住民族傳統表演藝術「阿美族馬蘭Macacadaay」保存者、複音傳唱藝師。[179]
- 9月26日： 黎慶福，70歲，臺灣醫師，基隆礦工醫院院長，急性心肌梗塞。[180]
- 9月27日：
  - 王啟敏，69歲，台灣政治人物，屏東縣議會議員，心肌梗塞病逝。
  - 顏世鴻，96歲，台灣醫生，白色恐佈受害者。[181]

### 10月
- 10月2日：
  - 張世賢，72歲，台灣政治人物，無黨籍台南市市議員。[182]
  - 許炏立，74歲，台灣黑道人物，彰化縣議員許雅琳的父親。[183]
- 10月3日：李茂豐，67歲，台灣政治人物，國民黨籍宜蘭縣縣議員。[184]
- 10月6日：
  - 李金土，90歲，台灣股市名人，外號阿土伯。[185]
  - 林勤綱，71歲，台灣司法界人士，曾任律師、檢察官，及地方與高等法院法官、庭長等職[186][187]。
- 10月7日：汪建民，56歲，台灣男藝人。[188]
- 10月8日： 
  - 陳兩傳，86歲，台灣企業家，幸福水泥創辦人兼董事長。[189]
  - 陳世志，70歲，台灣法務人員，高雄典獄長。[190]
- 10月11日：
  - 張友驊，69歲，台灣媒體人、作家，意外摔伤后不治。[191]
  - 瘂弦（本名王慶麟），92歲，台灣詩人，曾長期任職聯合報副刊及幼獅文藝主編。[192]
- 10月12日： 趙朝琴，72歲，台灣政治人物，前台中區漁會理事長、全國漁會理事、前台中縣議員。[193]
- 10月15日：
  - 施朝養，93歲，台灣藝術家，彰化縣著名車鼓陣傳承人。[194]
  - 詹宏達，67歲，台灣作曲家。[195]
  - 張智皓，60歲，台灣電視製作人。[196]
- 10月16日：李來發，68歲，台灣職業棒球運動員、教練。肝癌。[197]
- 10月17日：
  - 陳朝洋，82歲，台灣文化家，彬司匠派大木作技術保存者。[198]
  - 簡宗梧，84歲，台灣辞赋研究专家。[199]
- 10月20日：王秋森，87歲，國立台灣大學教授，台灣獨立運動參與者。[200]
- 10月21日：聶華苓，99歲，美籍華人女作家，曾經任《自由中國》半月刊雜誌編輯委員。[201]
- 10月23日：王正富，77歲，台灣壘球教練。[202]
- 10月25日：王慶豐 ，91歲，台灣前花蓮縣長、總統府國策顧問。[203]
- 10月26日：沈政瑩，82歲，台灣藝術家，日月潭「九蛙疊像」原型創作者。[204]
- 10月27日：石英，82歲，本名林忠平，台灣演員。[205]
- 10月28日：朱鳳崗，78歲，台灣電視及電影導演、製片、影評人。[206]
- 10月31日：吳忠達，44歲，台灣前陸軍特戰部隊官兵，在烏克蘭戰爭中陣亡。[207]

### 11月
- 11月1日： 陳輝東，87歲，台灣藝術家。[208]
- 11月2日： 杜祖健，94岁，日本台裔化學家、毒物學家，美國科羅拉多州立大學名譽教授、日本千葉科學大學教授，藥理學者杜聰明三子[209][210]。
- 11月5日： 潘秋榮，69歲，台灣文化家，致力保存、傳承賽夏族傳統文化。[211]
- 11月6日： 孫正大，70歲，台灣企業家，台灣汽車零件巨頭、正陽國際總裁。[212]
- 11月7日： 沈錦豐，68歲，台灣基隆野鳥學會理事長。[213]
- 11月9日：張長森，92歲，台灣中醫生，彰化縣議員陳銌銌公公。[214]
- 11月12日：李直英，91歲，台灣文化工作者，排灣族來義鄉傳統手紋文化保存者。[215]
- 11月13日：
  - 李真和，80歲，台灣政治人物，前屏東縣議員。[216]
  - 莊坤元，93歲，台灣資深媒體人，燕聲廣播電台董事長。[217]
- 11月14日：郭武驥，70歲，台灣表演藝術家，「麻豆巷口集英社」團長。[218]
- 11月15日：徐慶復，83歲，台灣歌手。[219]
- 11月16日：吳鐘靈，96歲，台灣政治人物，曾任高雄市議長，歌手吳克群爺爺。[220]
- 11月18日：簡景賢，65歲，台灣政治人物，南投縣草屯鎮長。[221]
- 11月19日：張四良，83歲，中華民國內政部警政署署長（2003-2004年）。[222]
- 11月20日：林宗源，90歲，台灣詩人，台語文推展協會會長。 [223]
- 11月21日：陳榮輝，63歲，台灣警察。[224]
- 11月26日：
  - 彭添富，73歲，台灣政治人物，前民進黨立委。[225]
  - 宋泉盛，95歲，台灣神學家。[226]
- 11月27日：謝翔鶴，94歲，台灣軍人，前紅狐中隊飛行員。[227]
- 11月28日：謝胡源，57歲，台灣政治人物，蘭嶼鄉鄉長。[228]
- 11月29日：簡肇棟，69歲，台灣政治人物，前立法委員。[229]
- 11月30日：
  - 王克孝，71歲，台灣鳥類生態保育團體人士，台東縣野鳥學會創會發起人。[230]
  - 陳俊傑，51歲，台灣企業家，興櫃公司床的世界第二代總經理，爬樓梯不慎失足跌倒，撞到頭部引起顱內出血。[231]

### 12月
- 12月2日：劉家昌，81歲，台灣詞曲創作人、歌手、導演。[232]
- 12月3日：
  - 林仁德，88歲，台灣政治人物，前台中市議長，現任台中市政府顧問。[233]
  - 鄭添祿，57歲，台灣醫藥學者，高雄醫學大學副校長。[234]
- 12月4日：
  - 陳梅慧，39歲，臺灣虛擬貨幣交易所XREX首席區塊鏈金融犯罪調查師，車禍身亡。[235]
  - 瓊瑤，86歳，台灣言情小說作家。[236]
- 12月8日：
  - 莊美梅，96歲，台灣阿美族祭儀保存者。[237]
  - 林照雄，85歲，台灣演員。[238]
- 12月12日：李天羽，78歳，中華民國空軍一級上將、前國防部部長。[239]
- 12月16日：本靜長老，81歲，台灣僧侶，世界佛教華僧會會長、臺南市佳里琉璃寺住持。
- 12月17日：楊立德，73歲，台灣知名音樂人。[240]
- 12月24日：
  - 林阳乙，65歲，台灣政治人物，台南市無黨籍前議員。[241]
  - 賴朝崙，69歲，台灣政治人物，嘉義縣無黨籍前議員。[242]
- 12月25日：Lawai Arik，36歲，樂團「救贖方舟」主唱，當日參與搭設「2025台北最High新年城跨年晚會」舞台期間意外身亡[243]。
- 12月30日：魚夫，64歲，本名林奎佑，臺灣漫畫家及時事評論員。[244]
- 12月31日：陳剩，91歲，台灣歌仔戲資深藝師。[245]